# Chuang Pching
Chuang Pching (čínsky pchin-jinem Huáng Píng, znaky 黄平; srpen 1901 – 6. července 1981) byl čínský komunistický revolucionář, v letech 1931–1932 člen politbyra ústředního výboru Komunistické strany Číny, předtím zastupoval KS Číny v Kominterně (1930–1931), studoval v Moskvě, ve druhé polovině 20. let se podílel na vedení komunistického a odborového hnutí v provincii Kuang-tung a v Hongkongu.
Koncem roku 1932 byl zatčen koumintangskou policií, zřekl se komunistického přesvědčení a politické činnosti a byl propuštěn. Poté se překládal z angličtiny, od roku 1949 přednášel na univerzitě Fu-tan.

## Život
Chuang Pching se narodil v srpnu 1901 v Chan-kchou v provincii Chu-pej. Po absolvování střední školy při šanghajské univerzitě Chu-ťiang v roce 1918 pracoval v Pekingu jako překladatel pro anglický deník Herald, od roku 1920 pracoval jako překladatel z angličtiny pro pekingskou pobočku sovětské Dálněvýchodní tiskové agentury. Roku 1923 byl přijat na Komunistickou univerzitu pracujících Východu v Moskvě a následujícího roku vstoupil do Komunistické strany Číny.
V říjnu 1924 ho Rudá odborová internacionála vyslala do Hongkongu, aby tam založil odbory námořníků, a v letech 1925–1926 působil jako tajemník první hongkongské pobočky KS Číny a tajemník výboru pro dělnické hnutí kuangtungského provinčního výboru KS Číny, v této době vedl spolu s Teng Čung-siaem a Su Čao-šengem stávky v Kuang-tungu a Hongkongu a podílel se na zakládání a/nebo rozšiřování odborů v provincii Kuang-tungu a Hongkongu. V květnu 1927 byl na závěr V. sjezdu KS Číny zvolen kandidátem ústředního výboru.
Po rozpadu spojenectví mezi Kuomintangem s KS Číny se Chuang Ping vrátil do Hongkongu a pokračoval v mobilizaci dělnického hnutí. v říjnu 1927 se stal členem jižního byra ÚV KS Číny (v té době bylo členů jižního byra šest: Čang Tchaj-lej, Čou En-laj, Jün Taj-jing, Chuang Ping, Jang Jin a Pcheng Pchaj) a členem vojenského výboru jižního byra. Později byl také vedoucím organizačního oddělení a členem stálého výboru kuangtungského provinčního výboru KS Číny. V prosinci 1927 vedl spolu s Čang Tchaj-lej a dalšími povstání v Kantonu a spolu s Čang Tchaj-lejem a Čou Wen-jungem vytvořil revoluční vojenský výbor, nejvyšší vedoucí orgán povstání. Během povstání byla ustavena Kantonská sovětská vláda, v níž působil jako člen lidového výboru pro vnitřní záležitosti a lidového výboru pro zahraniční záležitosti; po smrti Čang Tchaj-leje převzal odpovědnost předsedy sovětské vlády.
Po neúspěchu Kantonského povstání odjel do Hongkongu. V únoru 1928 byl přeložen do Šanghaje, kde převzal funkce člena stálého výboru ťiangsuského provinčního výboru a tajemníkem stranické skupiny v šanghajské odborové federaci. V červnu téhož roku odjel jako do Moskvy na VI. sjezd Komunistické strany Číny, na němž zastával funkci zástupce generálního sekretáře sjezdu (kterým byl Čou En-laj). Na sjezdu nebyl zvolen členem ústředního výboru, protože mu byla přičítána odpovědnost za neúspěch Kantonského povstání. V srpnu 1928 se zapsal do Leninova institutu v Moskvě, kde se stal spolužákem Čang Kuo-tchaoa, Tung Pi-wua, Li Wej-chana a Wang Žuo-feje a jiných. V září 1929 se stal stranickým zástupcem Dálnovýchodní dělnické partyzánské armády a připravoval se na to, že v případě potřeby povede svou jednotku na severovýchod Číny, aby zasáhla do čínsko-sovětského konfliktu na Severní mandžuské dráze, a v dubnu 1930 se stal zástupcem čínských odborů v centrále Rudých odborů. V září 1930 byl na zasedání ústředního výboru KS Číny znovu zvolen kandidátem ústředního výboru. V listopadu téhož roku vystřídal ve funkci představitele KS Číny při Kominterně Čang Kuo-tchaoa, který se měl vrátit do Číny.
V srpnu 1931 dostal příkaz k návratu do Číny a počátkem září dorazil do Šanghaje. Zpočátku měl na starosti veškeré komunikace a spojení ústředního výboru KS Číny, tj. byl zodpovědný za předávání dokumentů mezi ústředním výborem a regiony a také za přepravu osob. Zřídil také tajnou radiostanici v Šanghaji, která zajišťovala spojení mezi vedením komunistické strany a Moskvou a ústřední sovětskou oblastí v Ťiang-si, a poté, co byli v dubnu až červnu 1931 zatčeni a zradili Ku Šun-čang a Siang Čung-fa, organizoval přesun Čou En-laje do ústřední sovětské oblasti. Ve stejné době odjel Wang Ming do Moskvy. Než Čou a Wang odjeli, rozhodli se v Šanghaji v září 1931 ustavit prozatímní politické byro ústředního výboru (protože v Šanghaji by jinak zůstal pouze jediný člen politbyra, Lu Fu-tchan). Na žádost Kominterny byl do sestavy prozatímního politbyra doplněn i Chuang Pching, k němuž mělo vedení Kominterny důvěru vzniklou v období jeho práce v Moskvě.
V prosinci 1932 byl zatčen při inspekci dělnického hnutí v Tchien-ťinu. Po jeho zatčení Lu Sün, Sung Čching-ling, Cchaj Jüan-pchej intervenovali v jeho prospěch. Nicméně 6. ledna 1933 napsal dopis, v němž oznámil svůj rozchod s komunistickou stranou, a následně byl policií propuštěn. Kominterna si stále přála udržet ho pro stranickou práci, teprve poté, co se setkal se Sung Čching-ling a Dálněvýchodní byro Kominterny v Šanghaji informovalo o jeho postoji Kominternu, se ho Kominterna definitivně vzdala.
Poté žil jako překladatel z angličtiny v Su-čou a Šanghaji.
Po vzniku Čínské lidové republiky se přiznal lidové vládě ke svému zatčení a zběhnutí a požádal o potrestání; přesto byl v srpnu 1949 jmenován profesorem cizích jazyků na univerzitě Fu-tan, odkud byl v roce 1962 pozván do Kantonu, aby napsal sérii článků připomínajících stávkové hnutí ve 20. letech, a poté se vrátil k výuce na univerzitě. Po začátku kulturní revoluce byl napaden radikálními studenty, načež byl ústřední vládou vzat do ochranné izolace v Pekingu.
Zemřel 6. července 1981 v Šanghaji.